# Gezworen gemeente
De gezworen gemeente (ook wel "gezworen meente" of "zworen meente") was een volksvertegenwoordiging in de middeleeuwse Nederlandse steden.
Er was geen algemeen kiesrecht en het kiezen van de raad en de burgemeesters - er waren er meerdere en zij vormden samen de magistratuur - werd overgelaten aan een kiescollege van meenslieden dat de "gezworen gemeente" werd genoemd. In dit college hadden de gilden een grote invloed.
Deze getrapte verkiezing verzekerde dat de armen in de stad geen invloed op de samenstelling van de magistratuur kregen. In 1795 schafte de nieuwe grondwet van de Bataafse Republiek de gezworen gemeenten af.
De positie van de gezworen gemeente was in de loop der eeuwen verzwakt ten gunste van de regenten en de stadhouders. In de stad Groningen werd in het Traktaat van Reductie van 23 juli 1594, de grondwet van het nieuwe gewest van Stad en Lande, bepaald dat de stadhouder van Groningen vijf kiesheren van de gezworen gemeente aanwees. In Groningen werd de gezworen gemeente bestuurd door een of meer taalmannen.